# Plague Angel
Plague Angel – dziewiąty studyjny album blackmetalowej grupy Marduk, wydany w 2004 przez Blooddawn Productions. Jest to pierwsza płyta nagrana z nowym wokalistą Mortuusem (inny pseudonim – Arioch), po odejściu poprzedniego Legiona. Utwór „The Hangman of Prague” opowiada o Reinhardzie Heydrichu niemieckim funkcjonariuszu nazistowskim, zbrodniarzu wojennym. Natomiast „Warschau” opowiada o powstaniu warszawskim z 1944 roku. Nagrania zostały zarejestrowane w należącym do Magnusa "Devo" Anderssona Endarker Studio w Norrköping w sierpniu 2004 roku.

## Lista utworów
Opracowano na podstawie materiału źródłowego.
1. „The Hangman of Prague” – 3:05
2. „Throne of Rats” – 2:42
3. „Seven Angels, Seven Trumpets” – 2:47
4. „Life’s Emblem” – 4:55
5. „Steel Inferno” – 2:23
6. „Perish in Flames” – 7:46
7. „Holy Blood, Holy Grail” – 2:27
8. „Warschau” – 3:18
9. „Deathmarch” – 4:10
10. „Everything Bleeds” – 3:33
11. „Blutrache” – 7:50

## Twórcy
Opracowano na podstawie materiału źródłowego.
| - Morgan „Evil” Steinmeyer Håkansson – gitara - Daniel „Mortuus” Rosten – śpiew - Magnus „Devo” Andersson – gitara basowa, miksowanie - Emil Dragutinovic – perkusja | - Timo "Ketoladog" Ketola – oprawa graficzna - Mårten Björkman, Henry Möller – gościnnie (9) |

## Wydania
| Rok  | Nr katalogowy                   | Format                                     | Wydawca                 | Region            | Źródło |
| ---- | ------------------------------- | ------------------------------------------ | ----------------------- | ----------------- | ------ |
| 2004 | BLOOD 018                       | CD, Album                                  | Blooddawn Productions   | Szwecja           | [ 4 ]  |
| 2004 | TKCS-85107                      | CD, Album                                  | Soundholic              | Japonia           | [ 4 ]  |
| 2004 | HELL0380                        | CD, Album                                  | Hellion Records         | Brazylia          | [ 4 ]  |
| 2004 | BLOOD018                        | CD, Album, Enh, Dig                        | Blooddawn Productions   | Szwecja           | [ 4 ]  |
| 2004 | BLOOD018                        | CD, Album, Promo, Car                      | Regain Records          | Szwecja           | [ 4 ]  |
| 2004 | CDM 2348/d                      | CD, Enh, Album                             | CD-Maximum              | Rosja             | [ 4 ]  |
| 2004 | BLOODPLP 018                    | LP, Album, Pic, Ltd                        | Blooddawn Productions   | Szwecja           | [ 4 ]  |
| 2004 | BLOODLP 018                     | LP, Album, red                             | Regain Records          | Szwecja           | [ 4 ]  |
| 2005 | CDM 0805-2348                   | CD, Album                                  | CD-Maximum              | Rosja             | [ 4 ]  |
| 2005 | CDL0167CD                       | CD, Album                                  | Candlelight Records USA | Stany Zjednoczone | [ 4 ]  |
| 2008 | REG-CD-1078                     | CD, Album                                  | Regain Records          | Szwecja           | [ 4 ]  |
| 2008 | BLOOD 041, BLOOD 020, BLOOD 018 | CD, Album + CD, EP + DVD-V, PAL + Box, Ltd | Blooddawn Productions   | Szwecja           | [ 4 ]  |